# قانون آبرامز
قانون آبرامز(به انگلیسی: Abrams law) بیان می‌کند که مقاومت بتن به نسبت آب/سیمان وابسته‌است. بهترین نسبت ۰٫۲۵ است ولی در عمل برای تر شدن سنگ‌ها و ماسه‌ها مقدار بیشتری مورد نیاز است. این قانون حالت خاصی از قانون کلی بیان شده توسط فرت (Feret,1896) است که در سال ۱۸۹۶ در فرانسه بیان شده‌است.
قانون نسبت آب به سیمان آبرامز (Duff Abrams, 1919) مقاومت بتنی که در درجه حرارت توصیه شده‌ای عمل‌آوری شده باشد، در عمر معین، اساساً به دو عامل نسبت آب به سیمان و درجه تراکم بستگی دارد.